# Harry Winter
Harry Winter, właśc. Horst Winter (ur. 24 września 1914 w Bytomiu, zm. 3 grudnia 2001 w Wiedniu) – niemiecko-austriacki wokalista.

## Życiorys
Ukończył berlińską Wyższą Szkołę Muzyczną (niem. Hochschule für Musik). W 1960 roku reprezentował Austrię podczas 5. Konkursu Piosenki Eurowizji z utworem „Du hast mich so fasziniert”, z którym zajął ostatecznie 7. miejsce z 6 punktami na konkursie. Rok później wygrał festiwal muzyczny w Monte Carlo.